# WWE Saturday Morning Slam
WWE Saturday Morning Slam — рестлинг программа от WWE, выходящая по субботам утром в блоке Vortexx на канале The CW.
Шоу ориентировано на детскую аудиторию. На нём показываются 1 бой, различные закулисные сегменты, а также продвигается анти-хулиганская программа «Be A Star».
Данная программа возвращает показ WWE на канал The CW. Ранее на этом канале транслировалось другое шоу от WWE — SmackDown с 2006 по 2008 год (также с 1999 по 2006 год Smackdown транслировался на канале UPN, одной из двух сетей, которые образовали канал The CW).
Шоу получило рейтинг TV-G (уровень ниже, чем обычный рейтинг WWE TV-PG) и так как оно ориентировано на детскую аудиторию, на нём запрещены захваты шеи и головы, дабы зрители не видели насильственных сцен.

## Производство

### Комментатор(ы)
| Комментатор(ы)                    | Время работы                         |
| --------------------------------- | ------------------------------------ |
| Джош Метьюз и приглашенная звезда | 25 сентября 2012 г. — 11 мая 2013 г. |

### Ринг-анонсер
| Ринг-анонсер | Время работы                         |
| ------------ | ------------------------------------ |
| Тони Чимел   | 25 сентября 2012 г. — 11 мая 2013 г. |

### Генеральный менеджер
| Генеральный менеджер | Время работы                        |
| -------------------- | ----------------------------------- |
| Мик Фоли             | 27 февраля 2013 г. — 11 мая 2013 г. |